# The Mullans
Le Mullans sono state un duo musicale nordirlandese composto dalle sorelle Bronagh e Karen Mullan.

## Carriera
Il 7 marzo 1999 le Mullans hanno partecipato al programma di selezione irlandese per l'Eurovision Song Contest 1999 con la canzone When You Need Me, sfidando altri sette partecipanti e vincendo il televoto in tutte le sette regioni d'Irlanda.
Alla finale dell'Eurovision, che si è tenuta il 29 maggio a Gerusalemme, le Mullans si sono piazzate al 17º posto su 23 partecipanti con 18 punti totalizzati, dei quali 12 dalla Lituania (uno dei quattro Paesi dove non è stato possibile svolgere il televoto e dove i punti sono stati assegnati da una giuria). Di When You Need Me è stato pubblicato un CD singolo con inclusa la B-side Is It Only Me?.

## Discografia

### Singoli
- 1999 - When You Need Me